# Wendy Ruijfrok
Wendy Ruijfrok (6 november 2003) is een Nederlands freerunner en actrice. Ze speelde onder andere hoofdrollen in de speelfilm Silverstar en in de tv-serie Brugklas.

## Biografie

### Freerun
Ruijfrok begon op negenjarige leeftijd met freerunning. Tijdens een workshop freerunnen op het Gymnastiekgala in het Rotterdamse Ahoy won zij de speedrace op een hindernisbaan. Ze bleek talent te hebben en sinds 2017 freerunt ze bij de Free Run University.
Ze nam deel aan wedstrijden en kwalificeerde zich voor het Nederlandse freerun-team. Toen ze zestien was, werd Ruijfrok als enig meisje uitgekozen om Nederland te vertegenwoordigen op de wereldkampioenschappen in Japan 2020. Deze werden echter afgelast vanwege de coronapandemie. Wel heeft ze deel genomen aan het virtuele Parkour Competitie op World Cup niveau in 2020.
Ter popularisering van het freerunnen gaf Ruifrok dat jaar samen met Luciano Balestra in het AVROTROS-programma Zappsport training aan lage scholieren. Zij leerden hen enkele tricks van het freerunnen, welke de scholieren voor een tikspelletje gebruikten op een obstakelparcours. Ruifrok is ook diverse malen als freerunner in reclamespotjes te zien. 
In 2021 was Ruijfrok opnieuw onderdeel van de selectie in het nationale freerun-team, omdat de Nederlandse freerun-organisatie besloten had het nationale freerun-team opnieuw samen te stellen om nieuwe talenten een kans te geven. Vanwege de coronabeperkingen kwam de selectie niet fysiek bijeen, maar werd het ditmaal via ingezonden kwalificatievideo's gedaan.

### Acteren
Vanaf 2020 speelde Ruijfrok gedurende twee seizoenen Liz, een van de hoofdrollen in de tv-serie Brugklas.
In 2021 vertolkte Ruijfrok de hoofdrol van Esmee in de bioscoopfilm Silverstar, het vervolg op Whitestar uit 2019. Ook speelt ze in de korte film Vlekkeloos, vertoond op het Cinekidfestival van dat jaar,  en in de film Zomer in Frankrijk. In het voorjaar van 2022 vertolkte ze de rol van Roelie in de EO-serie Oorlog-stories.
In 2023 speelde ze Sandra Levelt, een gastrol in de aflevering 'Schutters' van het zeventiende seizoen van Flikken Maastricht. In Scrooge Live in Waalwijk speelde ze de rol van Zoey, de dochter van Bobbie Cratchit.

## Filmografie

### Film
- 2021: Vlekkeloos, als Tessa
- 2022: Silverstar, als Esmee
- 2023: Zomer in Frankrijk, als Mia
- 2024: Game On, als Vicky

### Televisie
- 2020-2022: Brugklas, als Liz
- 2020: MediaMasters, als Jessica
- 2022: Oorlog-stories, als Roelie
- 2023: Flikken Maastricht, als Sandra Levelt
- 2023: Scrooge Live, als Zoey Cratchit
- 2025: The Passion, als discipel